# Sophie Gay
Sophie Gay (Parigi, 1º luglio 1776 – Parigi, 5 marzo 1852) è stata una scrittrice francese.
Figlia di Auguste Antoine Nichault de La Vallette, uomo di finanza legato al futuro re Luigi XVIII di Francia, e dell'italiana Francesca Peretti, Sophie gay si sposò nel 1793 con l'agente di cambio Gaspard Liottier, dal quale divorziò nel 1799, per risposarsi quasi subito con Jean Sigismond Gay (1768-1822), barone di Lupigny, originario di Aix-les-Bains e socio di una banca, che divenne, durante l'Impero, tesoriere generale del dipartimento della Ruhr. Questa unione le permise di entrare in stretta relazione con una serie di personaggi illustri, cosicché ebbe modo di venire a contatto con la più alta società, e in particolare con la principessa Borghese, che le concesse la propria amicizia. Il salotto della Gay finì per essere frequentato da tutti i più illustri scrittori, musicisti, attori e pittori del suo tempo, attratti dalla sua bellezza e dalla sua vitalità.
Nel 1802 prese la penna per difendere il romanzo Delphine di Germaine de Staël, in una lettera che venne pubblicata sul Journal de Paris. Questa prima produzione letteraria fu seguita, nello stesso anno, dal suo primo romanzo Laure d'Estell, pubblicato in forma anonima.
Dieci anni dopo, pubblicò Léonie de Montbreuse, considerato da Sainte-Beuve il suo miglior romanzo, anche se Anatole (del 1815), storia degli amori di un sordomuto, godette probabilmente di migliori favori.
Scrisse ancora altri romanzi, che si segnalano per la purezza e l'eleganza dello stile. Tra le altre opere, i Salons célèbres (2 volumi del 1837) meritano un'attenzione particolare. Sophie Gay lavorò anche per il teatro. Fu l'autrice di numerose commedie e libretti che ebbero notevole successo.
Nel 1818, adattò per l'Opéra-Comique la Serenade di Regnard, per cui la sua amica Sophie Gail compose la musica. Nel 1821, trasse da Chanoine de Milan di Alexandre Duval un'opera comica dal titolo Le maître de chapelle, musicata da Ferdinando Paër. Scrisse inoltre commedie e drammi. La commedia La veuve du tanneur ottenne un grande successo, mentre La duchesse de Châteauroux, rappresentata all'Odéon fu meno fortunata. Buona musicista, compose diverse romanze per voce e pianoforte, di cui scrisse sia le parole che la musica: tra queste, Maris andò molto di moda. Si ricorda anche un'elegia, L'inconstant.
Sophie Gay fu la madre della scrittrice Delphine Gay de Girardin.

## Opere
- Laure d'Estell, par Mme *** ; Parigi, 1802 (online)
- Léonie de Montbreuse, Parigi, 1813 e 1823 (online)
- Anatole, Parigi, 1815 e 1822 (online)
- Les Malheurs d'un Amant heureux, ouvrage traduit de l'anglais, par M***, auteur de plusieurs ouvrages connus, Parigi, 1818; col titolo: Les Malheurs d'un Amant heureux, ou mémoires d'un aide-de-camp de Napoléon écrits par son valet de chambre, Parigi, 1823 (online)
- Le Marquis de Pomenars, commedia in un atto in prosa, Parigi, 1820
- Le maître de chapelle, opéra comique in due atti, musica di Ferdinando Paër
- Une Aventure du chevalier de Grammont, commedia in tre atti in versi, Parigi, 1822
- Marie, ou la pauvre fille, dramma in tre atti in prosa, Parigi, 1824
- Théobald, épisode de la guerre de Russie, Parigi, 1828 (online)
- Le Moqueur amoureux, Parigi , 1830
- Un Mariage sous l'empire, Parigi, 1832
- Scènes du jeune âge, Parigi, 1833
- La Physiologie du Ridicule, Parigi, 1833
- Souvenirs d'une vieille femme, Parigi, 1834
- La Duchesse de Châteauroux, Parigi, 1834 e 1839 (online)
- Le Chevalier de Canolle, opéra comique in tre atti, musica di Hippolyte-Honoré-Joseph Court de Fontmichel, Parigi, 1836
- La Comtesse d'Egmont, Parigi, 1836
- Les Salons célèbres, Parigi, 1837
- Marie de Mancini, Parigi, 1840
- Marie-Louise d'Orléans, Parigi, 1842 (online)
- La Duchesse de Chateauroux, dramma in quattro atti, Parigi, 1844
- Ellénore, Parigi, 1844-1846 (online)
- Le joui Frère, Parigi, 1845
- Le Comte de Guiche, Parigi, 1845
- Le Mari confident, Parigi, 1849
- Œuvres complètes de Sophie Gay, Parigi, 1864-1885